# Ann Hyland
Ann Hyland (* 1. Januar 1936) ist eine britische Schriftstellerin, Pferdezüchterin und Historikerin mit den Schwerpunkten Pferdesport und der Entwicklung des Pferdes. Sie ist Beraterin für das Oxford English Dictionary.
Ann Hyland begann als Kind zu reiten. In den USA betrieb sie einen Pensions- und Ausbildungsstall. Dort begann sie auch mit dem Distanzreiten. Sie nahm an 100 Meilen Distanzritten teil. Bei ihrer Rückkehr brachte sie das Hengstfohlen Nizzolan mit, das sie später erfolgreich im Distanzsport einsetzte. Sie gründete 1973 die erste Distanzreitvereinigung in England, die Endurance Horse and Pony Society of Great Britain.
Ann Hyland arbeitet in der Pferdeausbildung, wie auch als freiberufliche Dozentin für Pferdesport. Sie lebt nahe Wisbech in Cambridgeshire.

## Bibliographie (Auswahl)
- Ann Hyland: Beginner’s Guide to Western Riding. Pelham, London 1971, ISBN 0-7207-0465-0 (englisch).
- Ann Hyland: Foal to Five Years. Arco Pub., New York 2001, ISBN 0-7063-7120-8 (englisch).
- Ann Hyland: The Endurance Horse. 1988 (englisch).
- Ann Hyland: Riding Long Distance. 1988 (englisch).
- Ann Hyland: Equus: The Horse in the Roman World. 1990 (englisch).
- Ann Hyland: The Appaloosa. J.A.Allen & Co Ltd, 1990, ISBN 0-85131-506-2 (englisch).
- Ann Hyland: Training the Roman Cavalry. Sutton Publishing Ltd, 1993, ISBN 1-85627-899-9 (englisch).
- Ann Hyland: The Medieval Warhorse: From Byzantium to the Crusades. Sutton Verlag GmbH, 1994, ISBN 0-7509-0746-0 (englisch).
- Ann Hyland: The Warhorse: 1250–1600. 1994 (englisch).
- Ann Hyland: The Horse in the Middle Ages. 1999 (englisch).
- Ann Hyland: The Quarter Horse. 1999 (englisch).
- Ann Hyland: The Horse in the Ancient World. 2003 (englisch).